# Agrotis forsteri
Agrotis forsteri là một loài bướm đêm trong họ Noctuidae.